# Rosdorf (Adelsgeschlecht)

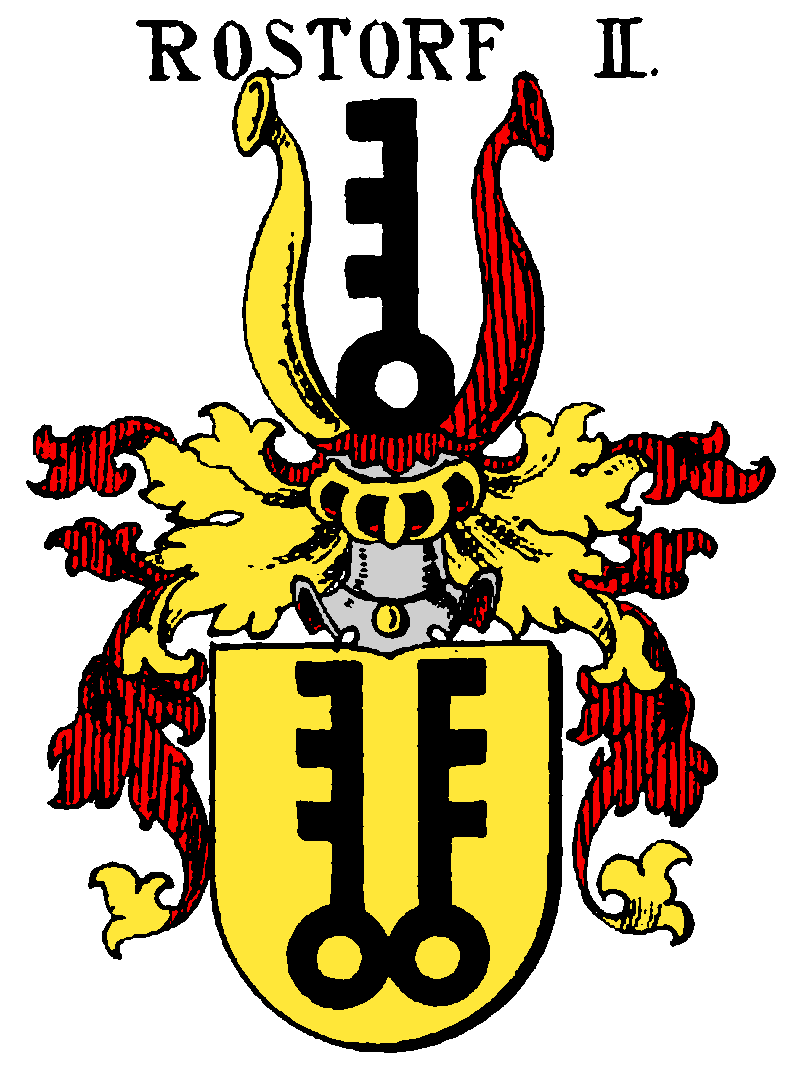
Wappen der Herren von Rosdorf

Rosdorf ist der Name eines alten, ausgestorbenen niedersächsischen Adelsgeschlechts.
Zur Schreibweise des Namens: Heute hat sich die Schreibweise Rosdorf eingebürgert. Der Name wird und wurde in der Literatur und in den Urkunden auf 17 verschiedene Weisen geschrieben. Überwiegend kommen die Schreibweisen Rostorf, Rostorp, Rostorpe, Rosstorf vor.

## Geschichte
Die Familie benannte sich nach der 5 Kilometer südwestlich von Göttingen gelegenen, im Jahr 1319 zerstörten Burg Rosdorf im gleichnamigen Dorf. Sie war im Bereich des heutigen Südniedersachsen, in Nordthüringen, Nordhessen und im östlichen Westfalen begütert. Ihre Geschichte ist eng mit anderen namhaften Adelsgeschlechtern der genannten Gebiete verbunden, besonders mit den Familien von Hardenberg, von Adelebsen und von Plesse. Auch zu den Northeimern und Winzenburgern bestanden Verbindungen. Die Familie teilt sich in drei nahezu gleich starke Bereiche: den geistlich-kirchlichen, den weltlich-dynastischen sowie den der Ministerialen.

## Die geistlichen Damen und Herren von Rosdorf
Die Herren von Rosdorf waren von Beginn an, ab 1056, bis zu ihrem Ende im 15. Jahrhundert stets durch namhafte Familienmitglieder in Kirchenämtern vertreten. Der erste urkundlich bekannte und zugleich einer der bedeutendsten Vertreter der Familie ist der berühmte Abt des Klosters Corvey, Saracho von Rossdorf, der dem Kloster zur Zeit König Heinrichs IV. von 1056 bis 1071 vorstand und für sein Register wie seine Münzprägung (Denar) berühmt ist. 1126 folgte als Propst bzw. Prälat des neugegründeten Klosters Reinhausen Conrad von Rosdorf.
Diese starke religiöse Komponente setzte sich fort. In der Familie finden sich zahlreiche Stiftsdamen zu Gandersheim etc., Äbtissin zu Kaufungen etc., Pröpste zu Reinhausen, Einbeck und Hameln: Heinrich I. von Rosdorf (1209) Domherr in Minden, Ludger von Rosdorf (1233) Dompropst zu Mainz, Bernhard I. von Rosdorf (1268–1285) Archidiakon von Ohsen, Adelheid und Wiltrud von Rosdorf (1261–1274) Stiftsdamen zu Gandersheim, Bertradis von Rosdorf (1261–1279) Äbtissin von Kaufungen, Conrad IV. von Rosdorf (1263–1292) Probst St. Alexander-Einbeck, Fürstbischof Ludolf I. von Rosdorf (1269–1304). Dieser leitete bis 1304 das Bistum Minden. Ludovicus (Ludwig III.) von Rosdorf (1285) Archidiakon von Warburg, Gumbrecht II. von Rosdorf (1366) Domherr zu Köln, Jutta II. von Rosdorf (1366) Stiftsdame zu Köln, Gisela von Rosdorf (1378) Nonne in Fredelsloh, Heinrich IV. von Rosdorf (1398–1423) Domherr zu Köln, Ludwig IX. von Rosdorf (1410–1436) Archidiakon zu Warburg, Domherr zu Paderborn.

## Die weltlich-dynastischen Herren von Rosdorf

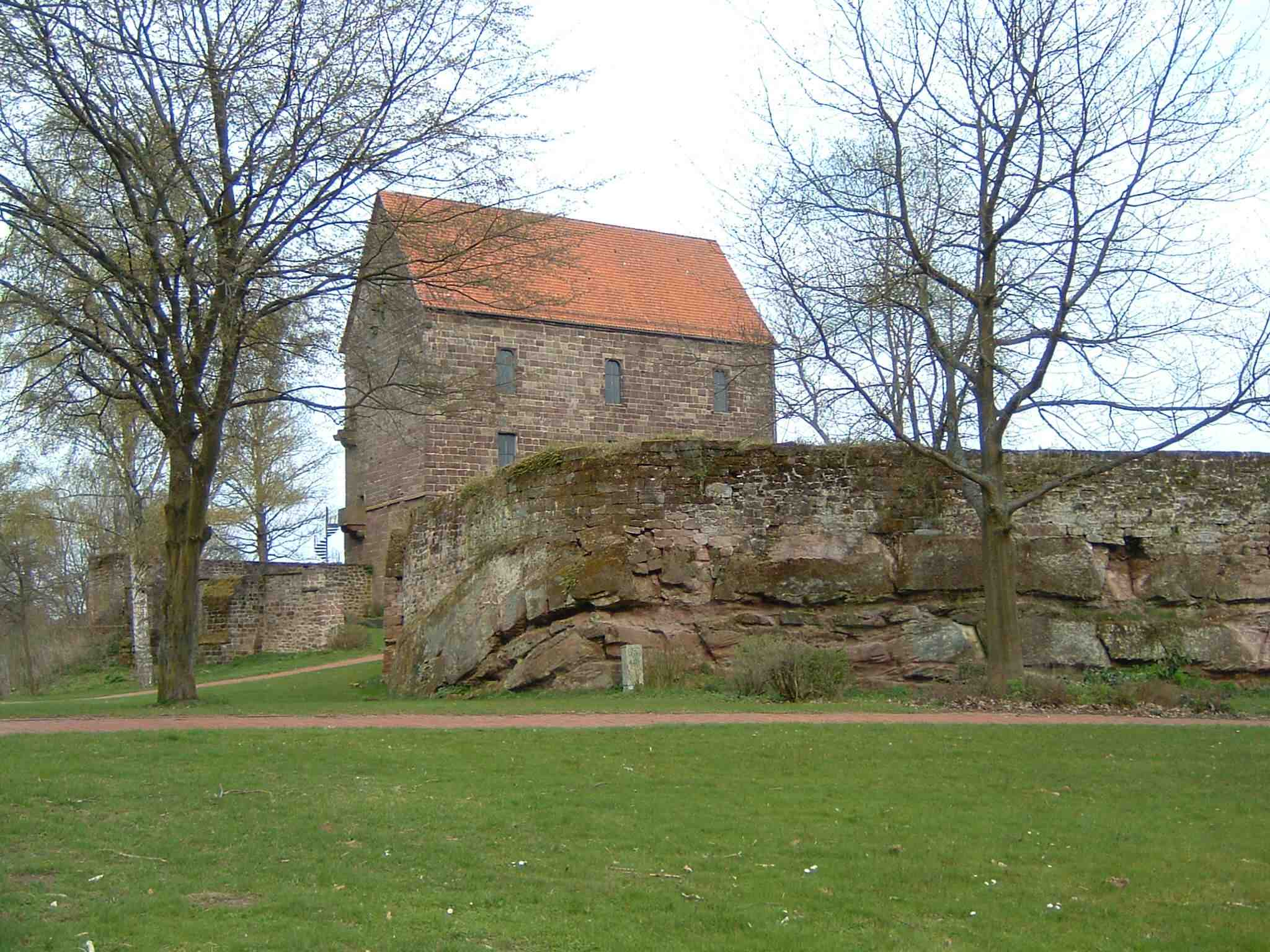
Burg Hardegsen

Zunächst mit Besitz um Rosdorf, Reinhausen, Jühnde, Höckelheim und Thüdinghausen ausgestattet, erwarben die Herren von Rosdorf unter Ludwig I. von Rosdorf 1252 eine Hälfte des Ortes Moringen sowie das dortige Schloss, 1263 kam unter Ludwig II. von Rosdorf Burg und Ort Hardegsen hinzu. Die Zerstörung der Stammburg in Rosdorf 1319 dürfte der Anlass für den Bau der Burg Hardegsen 1321–1324, durch Conrad V. und Ludwig III. von Rosdorf (laut einer Bauinschrift), gewesen sein.
Zwischen 1250 und 1325 formten sie eine kleine Territorialherrschaft, die im Norden von einer Linie Fredelsloh, Moringen, Northeim bis in den Nordwesten Thüringens um Mühlhausen und Bad Langensalza, im Westen von einer Linie Schlarpe und Scheden, im Süden von Lehen im Hessischen um Witzenhausen begrenzt wurde. Ausdruck der gewachsenen weltlichen Macht war der qualitativ außergewöhnlich aufwändige Bau der Burg Hardegsen, wahrscheinlich durch eine Bauhütte, die vornehmlich im Sakralbau, bei Kirchen und Kathedralen, tätig war. Der Bau sollte den damaligen Status seiner Bauherren, die sich auf dem Gipfel ihrer Macht befanden, demonstrieren.
Sie verbanden sich zwischen 1250 und 1300 mit zahlreichen adligen Familien (von Hardenberg, von Dorstadt, von Adelebsen, von Kindehusen, Wolff von Gudenberg) und heirateten in die gräflichen Häuser von Schwalenberg, von Lutterberg und von Roden und Wunstorf ein sowie in die ebenfalls edlen Familien von Plesse und von Steinberg-Bodenburg.
Mitte des 14. Jahrhunderts setzte der Niedergang der Herren von Rosdorf ein, was sich an zahlreichen Güterverkäufen zeigt. Ab 1349/50 befanden sich die Herren von Rosdorf in einem ständigen Existenzkampf mit den Herzögen von Braunschweig-Lüneburg. 1363 mussten sie dem Landesherrn Ernst I. das Öffnungsrecht an Hardegsen und Moringen einräumen, 1367 auch dem Mainzer Erzbischof Gerlach von Nassau. 1379 werden sie als weiland (= ehemals) zu Hardegsen gesessen bezeichnet. Sie verkauften die Burgen und Herrschaften Hardegsen und Moringen für 3.000 Mark an Herzog Otto von Braunschweig zu Göttingen (Otto der Quade), der sich 1379 gewaltsam in den Besitz der Rosdorfer Schlösser und Ländereien gesetzt hatte.
Die Herren von Rosdorf zogen sich daraufhin größtenteils als Bürger in die Stadt Göttingen zurück, einige zogen weiter westwärts und ließen sich um Paderborn und schließlich in Köln nieder. Ludwig X. von Rosdorf schließlich wurde 1428 von Landgraf Ludwig I. von Hessen gemeinsam mit Hans von Uslar in Hessen belehnt.

## Die Ministerialen in der Familie der Herren von Rosdorf
Von 1155 an taten stets einige der nachgeborenen Söhne der Familie als Dienstmannen, Burgherren und schließlich als Vizedome und Offiziale der Erzbischöfe von Mainz auf den Burgen Hardenberg, Rusteberg, Hanstein, Harburg, Gleichenstein Dienst, so 1155 Conrad II. und Gumprecht I. von Rosdorf. 1287 verpfändete Erzbischof Heinrich von Mainz an Friedrich I. von Rosdorf und dessen Schwager Dietrich von Hardenberg die Burg Hardenberg. Friedrich I. von Rosdorf genoss nicht nur das Vertrauen der Erzbischöfe von Mainz, die ihm beinahe das gesamte Eichsfeld mit den ihren Städten Heiligenstadt, Worbis, Burg und Ort Ballhausen sowie Schloss Mühlberg als Advocatus provincialis anvertrauten; er hatte auch das Vertrauen Herzog Albrecht II. von Braunschweig, des Landgrafen Heinrich von Hessen sowie König Albrechts. Diese zogen Friedrich I. 1306 als Schlichter bei Gebietsstreitigkeiten hinzu und setzen ihn als Bürgen des gemeinsamen Friedensvertrages ein.
Aus den Reihen der Ministerialen zogen seit 1250 einzelne Mitglieder, gemeinsam mit verwandten Adelshäusern, nach Preußen und ins Baltikum, um als Kreuzritter für den Glauben zu streiten. Hier waren die Herren von Rosdorf bis zu Beginn des 16. Jahrhunderts um Riga nachweisbar.

## Das Wappen

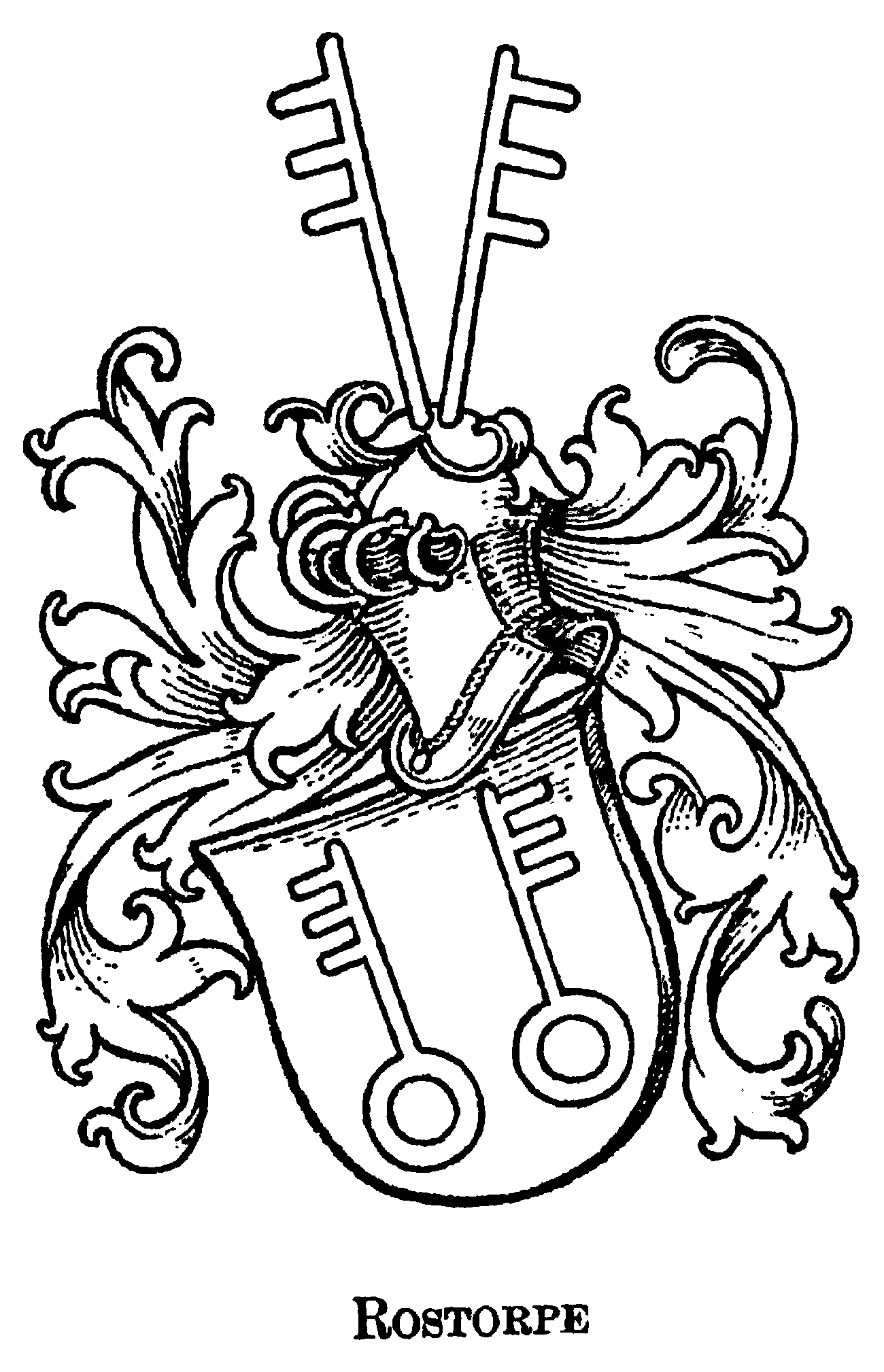
… im „Wappenbuch des Westfälischen Adels“

Das Wappen der Herren von Rosdorf, zwei senkrecht stehende, nach außen gewandte Schlüssel, die sich noch im heutigen Gemeindewappen Rosdorfs finden, gab Anlass zu vielerlei Spekulationen hinsichtlich seiner Bedeutung und Entstehung. Eine Erklärung lieferte Greorgii: „Zwischen Göttingen/ Heiligenstadt und Duderstadt liegen gegen einander über zwey wüste Schlosser auf hohen Bergen/ die Gleichen genannt/ weil sie einander an Höhe/ Gebäuden und Bergen fast gleich sind. Diese zwey Gleiche Berg-Schlösser sollen um das Jahr Christi 720 erbauet/ und von den reichen Herrn von Rostorff / so sich Herren von Gleichen geschrieben/ bewohnet worden seyn/“.
Je ein Schlüssel also für einen Berg und eine Burg.
Eine andere Erklärung liefert Pfeffinger: „Es melden die alten Geschicht-Schreiber, dass diese Edle Herren eine von den ansehnlich- und berühmtesten Familien in Nieder-Sachsen schon in dem neunten Jahr Hundert rühmlichst floriret, und eine geraume Zeit allda im Wesen gestanden. Dero Sitz und Burg-Hauss war Rostorff, ohnweit der Stadt Göttingen, … Wegen der sonderlichen offtmals erwiesenen Tapffer- und Aufrichtigkeit hat Henricus Auceps Römischer Kaeyser, auf dem alda gehaltenen GerichtsTag Wetekind von Rostorff nebst vielen andern zum Ritter geschlagen, und zum Kaeyserl. Thür-Hüter, welches Amt hernach erblich geworden, … ernennet. Auch haben Dieselbe das vormahls am Kaeyserlichen Hofe sehr vornehme und ruhmwürdige Feuereissen-Amt … begleitet, … Dero Wappen anbelangend, so führten Dieselbe in Ansehung des Kaeyserl. Erb-Thür-Amts zwey aufgerichtete rothe Schlüssel in dem güldenen Felde.“
Hier also hängen die Schlüssel mit der beschriebenen Amtsfunktion zusammen.
Wie auch immer die Herren von Rosdorf zu ihrem so einfachen und dennoch ausdrucksvollen Wappen gelangten, es bewies große Anziehung auf andere Adelshäuser der Region. So übernahm Dietrich von Hardenberg nach der Heirat mit einem Fräulein von Rosdorf 1270 das Wappen der Herren von Rosdorf für sich und seine Söhne. Die Hardenberger führten erst 1330 ihren charakteristischen Eberkopf ein. Doch die Hardenberger waren nicht allein mit ihrer Vorliebe für das Wappen der Herren von Rosdorf. „Die von Oerten führten 1412 dasselbe Wappen, zwei aufwärts gerichtete, abgewandte Schlüssel im Wappen, also dasselbe, das die Hardenberg, Rostorp, Escherde, Gittelde usw. in Ostfalen führten.“ Dies deutet, wie im Fall der von Hardenberg, darauf hin, dass die genannten Adelshäuser ebenfalls mit den Herren von Rosdorf verschwägert waren, und deren Wappen als das des bedeutenderen, angeseheneren Geschlechts für sich zu nutzen suchten und übernahmen. Noch heute führen die Orte Groß Escherde, Klein Escherde und Gittelde in Niedersachsen das besagte Schlüsselwappen, das auf die Herren von Rosdorf zurückgeht.

## Das Rosdorfer Wappen innerhalb ihres Familien-Verbunds

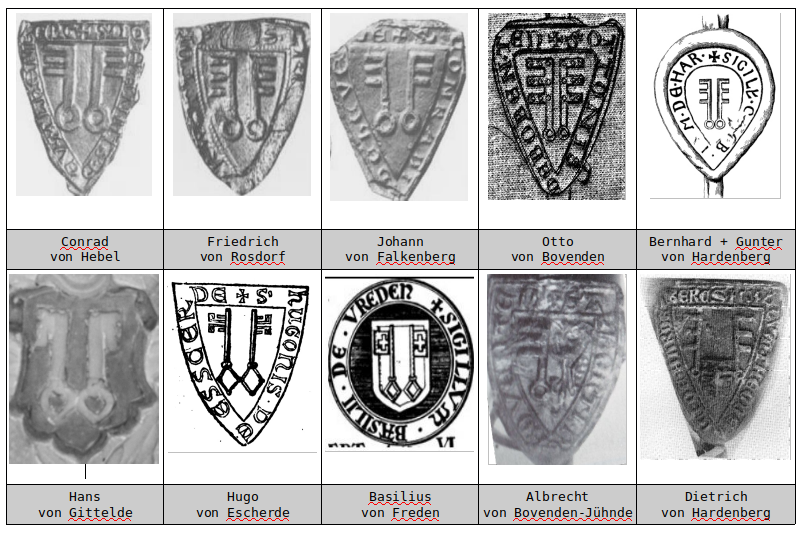
Wappen-Siegel von Mitgliedern der Edelherren von Rosdorf und ihren Seitenlinien

Die Tabelle zeigt eine kleine Auswahl der erhaltenen Urkundensiegel, die von den Edelherren von Rosdorf sowie ihren Seitenlinien – den Edelherren von Bovenden, den Herren von Escherde, den Herren von Falkenberg, den Herren von Freden, den Herren von Gittelde, den Edelherren von Hardenberg, den Edelherren von Hebel, den Herren von Mandelbeck – genutzt wurden.
Das original Rosdorfer Schlüsselwappen – mit den markanten zwei Schlüsseln in alter Holzform – nutzten außer dem Stammhaus Rosdorf die Edelherren von Bovenden, die Edelherren von Hardenberg, die Edelherren von Hebel sowie die Herren von Falkenberg. Diese fünf Familien, das Stammhaus Rosdorf und seine drei ältesten Seitenlinien, zeichnen sich dadurch aus, dass sie nicht nur ein identisches Wappen – das des Hauses von Rosdorf – führten, sondern zusätzlich dadurch, dass die drei frühesten Abspaltungen vom Stammhaus Rosdorf das Privileg des freien, altadeligen Standes als Edelherren übernahmen. Daher führten Mitglieder dieser drei Linien, ebenso wie das Stammhaus Rosdorf, bis in die zweite Hälfte des 13. Jahrhunderts zu Recht die Titel Dominus und/oder Nobiles.
Verwirrung entstand später, weil jeweils eine jüngere Seitenlinie der von Bovenden, wie der von Hardenberg, ab der zweiten Hälfte des 14. Jahrhunderts, ein geändertes bzw. neues Wappen nutzte, während die jüngere Seitenlinie von Hebel und von Rosdorf – in beiden Fällen denselben Namen nutzend: von Falkenberg (Wabern) und von Falkenberg (Zierenberg) – das alte Rosdorfer Schlüsselwappen beibehielt. Erst die jüngere Seitenlinie von Falkenberg-Herstelle nutzte ab dem 14. Jahrhundert eine modifizierte, moderne Schlüsselform, genauso, wie die jüngeren Rosdorfer Seitenlinien von Escherde, von Freden und von Gittelde, die stets das Rosdorfer Wappen mit modernen Schlüsseln (Eisenform) statt der altertümlichen fränkisch-germanischen Holzform im Rosdorfer Wappen bevorzugten.
Während in der Familie von Hardenberg die Phase der Wappen-Modifikation rund 70 Jahre andauerte, bevor die Linie von Hardenberg zu Hardenberg den noch jetzt geführten Keilerkopf – annahm, behielt die ältere Linie von Hardenberg, damals zu Lindau-Katlenburg ansitzend, das althergebrachte Rosdorfer Schlüsselwappen bis zu ihrem Aussterben bei. Die jüngere Bovender Linie, ab Albrecht von Bovenden zu Jühnde, änderte ihr altes, gemeinsames Familienwappen, indem es einen der Rosdorfer Schlüssel gegen einen stehenden Löwen tauschte. Die ältere Bovender Linie behielt bis zu ihrem Aussterben das Rosdorfer Schlüsselwappen bei.
Durch die optischen Veränderungen am althergebrachten, gemeinsamem Familienwappen, entstand in Bezug auf die von Bovenden, wie die von Hardenberg, der Eindruck, es handle sich um eigenständige, nicht mit den Herren von Rosdorf verwandte, bzw. von diesen abstammende Adelshäuser. Dieser Eindruck ist falsch. Beide Familien sind Abspaltungen vom Stammhaus der Rosdorf zu Rosdorf, die sich im Fall der von Bovenden nach ihrem neuen Stammsitz, im Fall der von Hardenberg nach ihrem Dienstsitz, der mainzischen Burg Hardenberg, nannten.
In Bezug auf Burg Hardenberg und das dort ausgeübte Amt als Burgmänner des Erzbistums Mainz, lässt sich nachweisen, dass zunächst nur Mitglieder der Edelherren von Rosdorf, die zugleich das Amt als Grafen der Grafschaft Rosdorf wie Burgherren zu Rosdorf innehatten – auf Burg Hardenberg Dienst taten. So werden 1155 Conrad und Gumprecht von Rosdorf in einer Mainzer Urkunde erwähnt. Bodo von Bovenden wird 1170 als Mainzer Ministerialer – gemeinsam mit Manegold von Rosdorf – erwähnt. Die von Hardenberg spalteten sich im vierten Quartal des 12. Jahrhunderts von den Rosdorfern ab, wie die Urkunde von 1174 beweist, als Dietrich von Hardenberg der kaiserlichen Bestätigung der Verlehnung von Burg Windeck durch Landgraf Heinrich Raspe an Graf Engelbert von Berg beiwohnte.
Der frühe Chronist der Herren von Rosdorf, Johann Wolf, aber auch der zeitgenössische Erwin Steinmetz, wussten Dietrich von Hardenberg nicht recht einzuordnen. Mehrere Historiker hielten ihn für ein Mitglied der westfälischen Grafen von Hardenberg. Dass Dietrich von Hardenberg zu den Mainzer Hardenbergern und damit zum Haus Rosdorf gehört, erweisen die historischen Fakten:
Heinrich Raspe III., der zweite Sohn von Landgraf Ludwig von Thüringen, amtierte als jüngerer Bruder des Thüringer Landgrafen in der Grafschaft Maden-Gudensberg in Hessen, wie im Hause der Ludowinger üblich. In dieser Grafschaft war die älteste Rosdorfer Seitenlinie, von Hebel, ansässig, die in einer Urkunde des Mainzer Erzbischofs Heinrich I. 1144 erstmals unter diesem Stammsitznamen auftraten. Dass es sich bei ihnen zweifelsfrei um Mitglieder des Hauses Rosdorf handelt, macht ihr Wappen deutlich (siehe Tabelle). Die de Hebelde/von Hebel nannten sich nach ihrer Burg im Dorf Hebel/de. Erstmals urkundlich erwähnt wurde das Dorf 775 im Güterverzeichnis des Klosters Hersfeld. Eigentümer des Ortes waren neben den von Hebel(Rosdorf) die Grafen von Reichenbach und die Landgrafen von Thüringen-Hessen. Später auch die Herren von Falkenberg.
1170 hatte Heinrich Raspe die Burg Windeck – aus dem Erbe seiner Mutter – aufwändig renoviert. 1174 gab er sie als Lehen an Graf Engelbert I. von Berg. Dietrich von Hardenberg war Zeuge für seine Familie, der von Rosdorf-Bovenden-Hardenberg-Hebel. Zwei Generationen später war Conrad von Hebel, Mitglied des Rosdorfer Familien-Klans, als amtierender Graf (comes morans) für den damals noch unmündigen hessischen Landgrafen Heinrich I. von Hessen in der Grafschaft Gudensberg-Maden tätig. Conrad von Hebel war mit einer Gräfin von Reichenbach-Ziegenhain verheiratet, wie sein Schwager, Graf Gofttfried III. von Reichenbach bestätigt.
Das gemeinsame Wappen sowie eine erhaltene Mainzer Erzbischofs-Urkunde bestätigen, dass wir es mit Personen des hohen Adels – Nobiles – zu tun haben, die mit „zehn Helmen“, d. h. mit zehn eigenen Rittern und Gefolge auf eigene Kosten an einem Kriegs-Zug teilnehmen konnten. Deshalb hatten sie Anspruch auf eine höhere ritterliche Würde, durften eine eigene Fahne (Banner) führen und sich Bannerherr nennen. Die zitierte Urkunde Erzbischofs Heinrich, in der er Heinrich und Hildebrand von Hardenberg 1346 bittet, Feinde des Markgrafen von Meissen und Herzog Ernsts von Braunschweig zu werden, was meint, sich seinem Krieg gegen die beiden Herrscher anzuschließen, und das erzbischöfliche Heer um mindestens zehn Helme und Rosse zu erweitern, bestätigt, dass die Herren von Hardenberg als Seitenlinie des Hauses Rosdorf sowohl Bannerherren als auch Nobiles waren, die, obwohl Burgleute auf dem Hardenberg, dem Erzbischof keinen Heeresdienst schuldig waren – was sie als Ministeriale gewesen wären – sondern selbst über eine Kriegsteilnahme entscheiden konnten.
Dies verdeutlicht, dass nicht nur die Edelherren von Rosdorf über eigene Vasallen und Lehnsnehmer verfügten, sondern auch einige Seitenlinien, in diesem Fall die von Hardenberg. Sie verfügten über mindestens 10 eigene Ritter, die ihnen als Lehnsherr in den Krieg folgen mussten, unter Hardenberger Banner, dass ihnen vom König verliehen wurde, da bis Ende des 12. Jahrhunderts ausschließlich der König berechtigt war, Bannerherren zu ernennen. Später ging dieses Herrschaftsprivileg auf die Bischöfe und Herzöge über, so dass es dann Bannerherren gab, die von Bischöfen oder Herzögen ernannt waren und diesen Kriegsdienst schuldeten, wie echte Bannerherren dem König. Die zitierte Urkunde beweist, dass sich das Bannerherren-Privileg der Hardenberger, das aus dem Erbe der Rosdorfer stammte, auf königliches Privileg bezog, denn andernfalls hätte der Erzbischof den Hardenbergern die Kriegsteilnahme befohlen, sie nicht höflich bitten müssen.
Da nur Hochadelige vom König zu Bannerherren ernannt werden konnten, beantwortet die Tatsache, dass die Rosdorfer und ihre drei ältesten Seitenlinien Bannerherren waren, auch die von Scheidt, Wolf und anderen so leidenschaftlich geführte Debatte über die Nobilität der Rosdorfer – 1982 von Steinmetz falsch beantwortet, da dieser behauptet, die Rosdorfer hätten dem niederen Adel angehört. Da es Voraussetzung war, von hohem Adel zu sein, um zum Bannerherrn ernannt zu werden, ist es müßig, die Urkunden nach den Begriffen Nobiles, vir nobiles, dominus etc. abzusuchen. Sowohl die von Hebel, deren Nobilität die Urkunde von 1144 bestätigt, als auch die von Rosdorf, von Bovenden wie von Hardenberg waren definitiv von hohem Adel, wie die Urkunde Dethards II. von Rosdorf, die Urkunde an Heinrich und Hildebrand von Hardenberg, sowie die Urkunde von Conrad und Ludwig von Rosdorf für die Edelherren von Hohenbüchen beweist, berechtigt als Bannerherren eigene Ritter zu befehligen. Das von sämtlichen Mitgliedern des Familien-Verbunds geführte original Rosdorfer Schlüsselwappen dient als optische, wie zusätzliche Bestätigung.
Mit hoher Wahrscheinlichkeit dürfte der wahre Kern der drei Legenden/Sagen über die Edelherren von Rosdorf, in denen über deren Königsamt (Erb-Türhüter), das damit in Verbindung stehende, vom König verliehene Wappen (zwei senkrechte Schlüssel), die gemeinsame Identität der Rosdorfer und der Grafen von Gleichen = Reinhausen spekuliert wird, mehr mit der Realität zu tun haben, als die legendäre Überlieferung nahelegt. So enthalten die Legenden mehrere Details, die sich mit historisch belegten Daten und Fakten in Verbindung bringen lassen. Zusätzlich besaß der Verband der Rosdorfer (einschließlich Seitenlinien) Allode, die zuvor nachweislich im Besitz der Grafen von Reinhausen-Gleichen waren. Der Übergang gleich mehrerer Allode alter, hochadliger Familien auf eine andere Adelsfamilie ist nur im Erbweg oder als Heiratsgut erklärbar. Das schließt den Rosdorfer Wald-Besitz ein, den sie teilweise gemeinsam mit den Herzögen von Braunschweig und gau-gräflichen Familien (als Amtsnachfolger der Billunger) besaßen.

## Bedeutende Namensträger der Familie

Grabplatte Walpurgis von Rosdorf

- Saracho von Rosdorf, Abt von Corvey (1056–1071)
- Ludger von Rosdorf, Dompropst von Mainz (1233)
- Konrad von Rosdorf, Marschall von Henneberg (1265)
- Conrad von Rosdorf, Propst St. Alexander Sift – Einbeck (1251–1295)
- Ludolf I. von Rosdorf, Fürstbischof von Minden (1295–1304)
- Friedrich I. von Rosdorf, Offiziat und Advocatus provincialis der Erzbischöfe von Mainz (1282–1318)
- Ludwig II. von Rosdorf (1263–1291)
- Dethard II. von Rosdorf (1286–1327)
- Bertrada von Rosdorf (1220-1279)
- Jutta I. von Rosdorf, Gräfin von Schwalenberg (1274–1305)
- Jutta II. von Rosdorf, Gräfin von Lutterberg (1307–1326)
- Walpurgis II. von Rosdorf, Gräfin von Roden und Wunstorf (1308–1358)